# Тамара Карјук Драхош
Тамара Карјук Драхош (Београд, 1970) српска je дизајнерка и ликовна уметница, која живи и ради у Бечу.

## Биографија

### Образовање
Рођена је у Београду, у породици Агнице Павловић Карјук и Романа Даниловича Карјука. У родном граду је завршила Школу за индустријско обликовање 1988. године. После пресељења у Аустрију, уписала је и завршила индустријски дизајн у класи познатог аустријско-италијанског архитекте и дизајнера Паола Пиве на Универзитету примењених уметности у Бечу. Одбранила је магистарски рад на тему „Утицај примене аналогних средстава на развој конгитивних способности корисника” 2002.

### Каријера
У Бечу је најпре радила у различитим галеријама, у мануфактури керамике „De Arte” и компанији „Ligne Roset”. Развила је додатне вештине на пољима рестаурације, позлате и дизајна ентеријера. Године 2002. основала је атеље за професионално саветовање у области ентеријера, дизајна и уметности „Designbro”, а 2015. невладину организацију за развој културе и уметности „Design Club Wien”.
Бави се креирањем илустрација, анимација и фотографија, превођењем и темама рециклаже и поновне употребе материјала повећањем њихове вредности кроз уметничку трансформацију (енгл. upcycling). Фокусира се на међуљудско повезивање и размену идеја у урбаним условима насупрот конзумеризму, а занима се и за теологију, иконописање, геомантију, јапанску културу и уметност и српско фолклорно богатство. Излагала је своје радове и учествовала у пројектима у Европи и Сједињеним Америчким Државама.
Активна је у културно-уметничком животу Срба у Аустрији и труди се да наслеђе из земље рођења презентује на адекватан начин Аустријанцима и потомцима досељеника.
Увршћена је у „Енциклопедију националне дијаспоре”, коју уређује Иван Калаузовић Иванус.

### Приватан живот
Први супруг Тамаре Карјук Драхош био је Лудвиг Драхош, сликар, фотограф и аутор. Преминуо је 2023. године.
Удата је за музичара, песника и визуелног уметника Дејана Пејовића Пеју.
Из првог брака има сина Лудвига, који је музичар.

## Одабране изложбе
- Изложба „Prototypen 02” (Heiligenkreuzerhof, Беч, Аустрија, 1997)
- Изложба „Industrial Design” (Sotheby’s, Лондон, УК, 1999)
- Курација изложбе „Ligne Roset”-а (Београд, Србија, 2000)
- Изложба „Moving out” у Музеју модерне уметности Фондације „Ludwig” (Беч, Аустрија, 2001)
- Изложба „Blickfang” (Беч, Аустрија и Љубљана, Словенија, 2002)
- Изложба „Q202” (Беч, Аустрија, 2004)
- Изложба „Inside-outside” (Беч, Аустрија, 2010)
- Изложба у Музеју „Хореум Марги” – Равно (Ћуприја, Србија, 2019)
- Самостална изложба „Ко си ти?” (Беч, Аустрија, 2020)
- Самостална изложба током „Српских дана културе” (Беч, Аустрија, 2022)
- Стална изложба у студију „Nin Prantner” (Беч, Аустрија, 2023)
- Онлајн-изложба „Artists For Children” у организацији аукцијске куће „Dorotheum” (2024)

## Одабрани пројекти
- Дизајн транспарентних зидова (Аустрија, 1998)
- Кратки анимирани филм „Марш на Дрину” (Беч, Аустрија, 1999)
- Дизајн производа бренда „Guess” (САД и ЕУ, 2000)
- Дизајн производа бренда „Catbar” (2002)
- Уметничка колонија „Под крилима архангела” (Сталаћ, Србија, 2003)
- Spomenik za deportovanog komšiju, arh. konkurs za urbanu sredinu (Беч, Аустрија, 2004)
- Дизајн ручног сата за компанију „Mondial” (Париз, Француска, 2005)
- Израда каталога „Vienna Art Review” за удружење аутиста (Беч, Аустрија, 2009)
- Музички спот песме „Из дупета у главу” бенда „The Dibidus” (Београд, Србија, 2011)[7]
- Костимографија и сценографија за музички спот песме „Моје све” бенда „The Dibidus” (Београд, Србија, 2012)[8]
- Илустрација књиге „Lymph Lilly” за децу оболелу од рака (Мосбург/Можберк, Аустрија, 2012)
- Курација филмског фестивала „Opre Roma” (Беч, Аустрија, 2013)
- Курација изложбе уметнице Наде Нађ (Беч, Аустрија, 2014)
- Промоција „Екс-ју рок енциклопедије” Петра Јањатовића (Беч, Аустрија, 2015)[9]
- Промоција романа „Ђаур и Зулејха” Мухарема Баздуља (Беч, Аустрија, 2016)[10]
- Музички спот песме „Тако ми фали” бенда „Пеја & Змајево гнездо” (Београд, Србија, 2017)[11]
- Манифестација „Српски дани културе” (Беч, Аустрија, 2018)
- Социјално-урбани пројекат „Баште комшија” (Беч, Аустрија, 2019)[12]
- Социјални пројекат „Ко си ти?” (Беч, Аустрија, 2020)
- Нанотехника у одевним предметима (Беч, Аустрија, 2021)
- Манифестација „Српски дани културе” (Беч, Аустрија, 2022)
- Школа иконописа Српске православне цркве (Беч, Аустрија, 2023)
- Тестирање папира у оквиру социјалног пројекта „Наша кућа" (Србија, 2024)